# Relais 4 × 400 mètres aux championnats du monde d'athlétisme en salle
Pour un article plus général, voir Championnats du monde d'athlétisme en salle.
L'épreuve du relais 4 × 400 mètres figure au programme des championnats du monde d'athlétisme en salle depuis l'édition 1991, à Séville. 
L'équipe des États-Unis est la nation la plus titrée chez les hommes avec onze titres, et celle de Russie la plus titrée chez les femmes avec huit titres. 
Le record des championnats masculin appartient à la Pologne (Karol Zalewski, Rafał Omelko, Łukasz Krawczuk et Jakub Krzewina) qui établit un nouveau record du monde en salle en 3 min 1 s 77 en finale des championnats du monde en salle 2018, à Birmingham. Chez les femmes, le record de la compétition est détenu par les États-Unis (Quanera Hayes, Georganne Moline, Shakima Wimbley et Courtney Okolo) dans le temps de 3 min 23 s 85, établi en 2018 lors de ces mêmes championnats,.

## Éditions
| Années | 87 | 89 | 91 | 93 | 95 | 97 | 99 | 01 | 03 | 04 | 06 | 08 | 10 | 12 | 14 | 16 | 18 | 22 | 24 | 25 | Total |
| ------ | -- | -- | -- | -- | -- | -- | -- | -- | -- | -- | -- | -- | -- | -- | -- | -- | -- | -- | -- | -- | ----- |
| Hommes |    |    | X  | X  | X  | X  | X  | X  | X  | X  | X  | X  | X  | X  | X  | X  | X  | X  | X  | X  | 18    |
| Femmes |    |    | X  | X  | X  | X  | X  | X  | X  | X  | X  | X  | X  | X  | X  | X  | X  | X  | X  | X  | 18    |

## Hommes

### Palmarès
| Édition | Or                                                                                         | Argent                                                                                      | Bronze                                                                                         |
| ------- | ------------------------------------------------------------------------------------------ | ------------------------------------------------------------------------------------------- | ---------------------------------------------------------------------------------------------- |
| 1991    | Allemagne Rico Lieder Jens Carlowitz Karsten Just Thomas Schönlebe 3 min 03 s 05           | États-Unis Raymond Pierre Chip Jenkins Andrew Valmon Antonio McKay 3 min 03 s 24            | Italie Marco Vaccari Vito Petrella Alessandro Aimar Andrea Nuti 3 min 05 s 51                  |
| 1993    | États-Unis Darnell Hall Brian Irvin Jason Rouser Danny Everett 3 min 04 s 20               | Trinité-et-Tobago Dazel Jules Alvin Daniel Neil de Silva Ian Morris 3 min 07 s 02           | Japon Seiji Inagaki Yoshihiko Saito Hiroyuki Hayashi Masayoshi Kan 3 min 07 s 30               |
| 1995    | États-Unis Rod Tolbert Calvin Davis Tod Long Frankie Atwater 3 min 07 s 37                 | Italie Fabio Grossi Andrea Nuti Roberto Mazzoleni Ashraf Saber 3 min 09 s 12                | Japon Masayoshi Kan Seiji Inagaki Tomonari Ono Hiroyuki Hayashi 3 min 09 s 73                  |
| 1997    | États-Unis Jason Rouser Mark Everett Sean Maye Deon Minor 3 min 04 s 93                    | Jamaïque Linval Laird Michael McDonald Dinsdale Morgan Gregory Haughton 3 min 08 s 14       | France Pierre Marie Hilaire Rodrigue Nordin Loic Lerouge Fred Mango 3 min 09 s 68              |
| 1999    | États-Unis Andre Morris Dameon Johnson Deon Minor Milton Campbell 3 min 02 s 83 (WR)       | Pologne Piotr Haczek Jacek Bocian Piotr Rysiukiewicz Robert Maćkowiak 3 min 03 s 01         | Royaume-Uni Allyn Condon Solomon Wariso Adrian Patrick Jamie Baulch 3 min 03 s 20              |
| 2001    | Pologne Piotr Rysiukiewicz Piotr Haczek Jacek Bocian Robert Maćkowiak 3 min 04 s 47        | Russie Aleksandr Ladeyshchikov Ruslan Mashchenko Boris Gorban Andreï Semionov 3 min 04 s 82 | Jamaïque Michael McDonald Davian Clarke Michael Blackwood Danny McFarlane 3 min 05 s 45        |
| 2003    | Jamaïque Leroy Colquhoun Danny McFarlane Michael Blackwood Davian Clarke 3 min 04 s 21     | Royaume-Uni Jamie Baulch Timothy Benjamin Cori Henry Daniel Caines 3 min 06 s 12            | Pologne Rafał Wieruszewski Grzegorz Zajączkowski Marcin Marciniszyn Marek Plawgo 3 min 06 s 61 |
| 2004    | Jamaïque Gregory Haughton Leroy Colquhoun Michael McDonald Davian Clarke 3 min 05 s 21     | Russie Dimitri Forshev Boris Gorban Andrei Rutnitski Aleksandr Usov 3 min 06 s 23           | Irlande Robert Daly Gary Ryan David Gillick David McCarthy 3 min 10 s 44                       |
| 2006    | États-Unis Tyree Washington LaShawn Merritt Milton Campbell Wallace Spearmon 3 min 03 s 24 | Pologne Daniel Dąbrowski Marcin Marciniszyn Rafał Wieruszewski Piotr Klimczak 3 min 04 s 67 | Russie Konstantin Svechkar Aleksandr Derevyagin Yevgeniy Lebedev Dmitriy Petrov 3 min 06 s 91  |
| 2008    | États-Unis James Davis Jamaal Torrance Greg Nixon Kelly Willie 3 min 06 s 79               | Jamaïque Michael Blackwood Edino Steele Adrian Findlay DeWayne Barrett 3 min 07 s 69        | République dominicaine Arismendy Peguero Carlos Santa Pedro Mejía Yoel Tapia 3 min 07 s 77     |
| 2010    | États-Unis Jamaal Torrance Greg Nixon Tavaris Tate Bershawn Jackson 3 min 03 s 40          | Belgique Cedric van Branteghem Kévin Borlée Antoine Gillet Jonathan Borlée 3 min 06 s 94    | Royaume-Uni Conrad Williams Nigel Levine Christopher Clarke Richard Buck 3 min 07 s 52         |
| 2012    | États-Unis Frankie Wright Calvin Smith Jr. Manteo Mitchell Gil Roberts 3 min 03 s 94       | Royaume-Uni Conrad Williams Nigel Levine Michael Bingham Richard Buck 3 min 04 s 72         | Trinité-et-Tobago Lalonde Gordon Renny Quow Jereem Richards Jarrin Solomon 3 min 06 s 85       |
| 2014    | États-Unis Kyle Clemons David Verburg Kind Butler III Calvin Smith Jr. 3 min 02 s 13 (WR)  | Royaume-Uni Conrad Williams Jamie Bowie Luke Lennon-Ford Nigel Levine 3 min 03 s 49         | Jamaïque Errol Nolan Allodin Fothergill Akheem Gauntlett Edino Steele 3 min 03 s 69            |
| 2016    | États-Unis Kyle Clemons Calvin Smith Jr. Christopher Giesting Vernon Norwood 3 min 02 s 45 | Bahamas Michael Mathieu Alonzo Russell Shavez Hart Chris Brown 3 min 04 s 75                | Trinité-et-Tobago Jarrin Solomon Lalonde Gordon Ade Alleyne-Forte Deon Lendore 3 min 05 s 51   |
| 2018    | Pologne Karol Zalewski Rafał Omelko Łukasz Krawczuk Jakub Krzewina 3 min 01 s 77 (WR)      | États-Unis Fred Kerley Michael Cherry Aldrich Bailey Vernon Norwood 3 min 01 s 97           | Belgique Dylan Borlée Jonathan Borlée Jonathan Sacoor Kévin Borlée 3 min 02 s 51               |
| 2022    | Belgique Julien Watrin Alexander Doom Jonathan Sacoor Kévin Borlée 3 min 6 s 52            | Espagne Bruno Hortelano Iñaki Cañal Manuel Guijarro Bernat Erta 3 min 6 s 82                | Pays-Bas Taymir Burnet Nick Smidt Terrence Agard Tony van Diepen 3 min 6 s 90                  |
| 2024    | Belgique Jonathan Sacoor Dylan Borlée Christian Iguacel Alexander Doom 3 min 2 s 54        | États-Unis Jacory Patterson Matthew Boling Noah Lyles Christopher Bailey 3 min 2 s 60       | Pays-Bas Liemarvin Bonevacia Ramsey Angela Terrence Agard Tony van Diepen 3 min 4 s 25         |
| 2025    | États-Unis Elija Godwin Brian Faust Jacory Patterson Christopher Bailey 3 min 2 s 13       | Jamaïque Rusheen McDonald Jasauna Dennis Kimar Farquharson Demar Francis 3 min 5 s 05       | Hongrie Patrik Simon Enyingi Zoltán Wahl Árpád Kovács Attila Molnár 3 min 6 s 03               |

## Femmes

### Palmarès
| Édition | Or                                                                                                  | Argent | Bronze                                                                                             |
| ------- | --------------------------------------------------------------------------------------------------- | --- | -------------------------------------------------------------------------------------------------- |
| 1991    | Allemagne Sandra Seuser Katrin Schreiter Annett Hesselbarth Grit Breuer 3 min 27 s 22               | Union soviétique Marina Shmonina Lyudmila Dzhigalova Margarita Ponomaryova Aelita Yurchenko 3 min 27 s 95 | États-Unis Terri Dendy Lillie Leatherwood Jearl Miles Diane Dixon 3 min 29 s 00                    |
| 1993    | Jamaïque Deon Hemmings Beverly Grant Cathy Rattray-Williams Sandie Richards 3 min 32 s 32           | États-Unis Trevaia Williams Terri Dendy Dyan Webber Natasha Kaiser-Brown 3 min 32 s 50                    | –                                                                                                  |
| 1995    | Russie Tatyana Chebykina Yelena Ruzina Yekaterina Kulikova Svetlana Goncharenko 3 min 29 s 29       | Tchéquie Nadia Kostoválová Helena Dziurová Hana Benešová Ludmila Formanová 3 min 30 s 27                  | États-Unis Nelrae Pasha Tanya Dooley Kim Graham Flirtisha Harris 3 min 31 s 43                     |
| 1997    | Russie Tatyana Chebykina Svetlana Goncharenko Olga Kotlyarova Tatyana Alekseyeva 3 min 26 s 84 (WR) | États-Unis Shanelle Porter Natasha Kaiser-Brown Anita Howard Jearl Miles 3 min 27 s 66                    | Allemagne Anja Rücker Anke Feller Heike Meissner Grit Breuer 3 min 28 s 39                         |
| 1999    | Russie Tatyana Chebykina Svetlana Goncharenko Olga Kotlyarova Natalya Nazarova 3 min 24 s 25 (WR)   | Australie Susan Andrews Tania Van Heer Tamsyn Lewis Cathy Freeman 3 min 26 s 87                           | États-Unis Monique Hennagan Michelle Collins Zundra Feagin-Alexander Shanelle Porter 3 min 27 s 59 |
| 2001    | Russie Yuliya Nosova Olesya Zykina Yuliya Sotnikova Olga Kotlyarova 3 min 30 s 00                   | Jamaïque Charmaine Howell Juliet Campbell Catherine Scott Sandie Richards 3 min 30 s 79                   | Allemagne Claudia Marx Birgit Rockmeier Florence Ekpo-Umoh Shanta Ghosh 3 min 31 s 00              |
| 2003    | Russie Natalya Antyukh Yuliya Pechonkina Olesya Zykina Natalya Nazarova 3 min 28 s 45               | Jamaïque Ronetta Smith Catherine Scott Sheryl Morgan Sandie Richards 3 min 31 s 23                        | États-Unis Monique Hennagan Meghan Addy Brenda Taylor Mary Danner 3 min 31 s 69                    |
| 2004    | Russie Olesya Krasnomovets Olga Kotlyarova Tatyana Levina Natalya Nazarova 3 min 23 s 88 (WR)       | Biélorussie Natallia Solohub Anna Kozak Ilona Usovich Sviatlana Usovich 3 min 29 s 96                     | Roumanie Angela Morosanu Alina Rapanu Maria Rus Ionela Tirlea 3 min 30 s 06                        |
| 2006    | Russie Tatyana Levina Natalya Nazarova Olesya Krasnomovets Natalya Antyukh 3 min 24 s 91            | États-Unis Debbie Dunn Tiffany Ross-Williams Monica Hargrove Mary Danner 3 min 28 s 63                    | Biélorussie Natallia Solohub Anna Kozak Yulyana Zhalniryuk Ilona Usovich 3 min 28 s 65             |
| 2008    | Russie Yuliya Gushchina Tatyana Levina Natalya Nazarova Olesya Zykina 3 min 28 s 17                 | Biélorussie Anna Kozak Iryna Khliustava Sviatlana Usovich Ilona Usovich 3 min 28 s 90                     | États-Unis Angel Perkins Miriam Barnes Shareese Woods Moushaumi Robinson 3 min 29 s 30             |
| 2010    | États-Unis Debbie Dunn DeeDee Trotter Natasha Hastings Allyson Felix 3 min 27 s 34                  | République tchèque Denisa Rosolová Jitka Bartonicková Zuzana Bergrová Zuzana Hejnová 3 min 30 s 05        | Royaume-Uni Kim Wall Vicki Barr Perri Shakes-Drayton Lee McConnell 3 min 30 s 29                   |
| 2012    | Royaume-Uni Shana Cox Nicola Sanders Christine Ohuruogu Perri Shakes-Drayton 3 min 28 s 76          | États-Unis Leslie Cole Natasha Hastings Jernail Hayes Sanya Richards-Ross 3 min 28 s 79                   | Roumanie Angela Morosanu Alina Panainte Adelina Pastor Elena Mirela Lavric 3 min 33 s 41           |
| 2014    | États-Unis Natasha Hastings Joanna Atkins Francena McCorory Cassandra Tate 3 min 24 s 83            | Jamaïque Patricia Hall Anneisha McLaughlin Kaliese Spencer Stephanie McPherson 3 min 26 s 54              | Royaume-Uni Eilidh Child Shana Cox Margaret Adeoye Christine Ohuruogu 3 min 27 s 90                |
| 2016    | États-Unis Natasha Hastings Quanera Hayes Courtney Okolo Ashley Spencer 3 min 26 s 38               | Pologne Ewelina Klocek Małgorzata Hołub Magdalena Gorzkowska Justyna Święty 3 min 31 s 15                 | Roumanie Adelina Pastor Mirela Lavric Andrea Miklos Bianca Răzor 3 min 31 s 31                     |
| 2018    | États-Unis Quanera Hayes Georganne Moline Shakima Wimbley Courtney Okolo 3 min 23 s 85 (CR)         | Pologne Justyna Święty-Ersetic Patrycja Wyciszkiewicz Aleksandra Gaworska Małgorzata Hołub 3 min 26 s 09  | Royaume-Uni Meghan Beesley Hannah Williams Amy Allcock Zoey Clark 3 min 29 s 38                    |
| 2022    | Jamaïque Junelle Bromfield Janieve Russell Roneisha McGregor Stephenie Ann McPherson 3 min 28 s 40  | Pays-Bas Lieke Klaver Eveline Saalberg Lisanne de Witte Femke Bol 3 min 28 s 57                           | Pologne Natalia Kaczmarek Iga Baumgart-Witan Kinga Gacka Justyna Święty-Ersetic 3 min 28 s 59      |
| 2024    | Pays-Bas Lieke Klaver Cathelijn Peeters Lisanne de Witte Femke Bol 3 min 25 s 07                    | États-Unis Quanera Hayes Talitha Diggs Bailey Lear Alexis Holmes 3 min 25 s 34                            | Royaume-Uni Laviai Nielsen Lina Nielsen Ama Pipi Jessie Knight 3 min 26 s 36                       |
| 2025    | États-Unis Quanera Hayes Bailey Lear Rosey Effiong Alexis Holmes 3 min 27 s 45                      | Pologne Justyna Święty-Ersetic Aleksandra Formella Anastazja Kuś Anna Gryc 3 min 32 s 05                  | Australie Ellie Beer Ella Connolly Bella Pasquali Jemma Pollard 3 min 32 s 65                      |